# Miles on It
Miles on It is een nummer van de Amerikaanse dj Marshmello en de Amerikaanse zanger Kane Brown uit 2024. Het is de tweede single van The High Road, het vierde studioalbum van Brown.
Het was de tweede keer dat Marshmello en Brown samenwerkten, vijf jaar eerder deden ze dat ook al op One Thing Right. Voor de opnames van "Miles on It" vloog Marshmello naar Nashville om in Browns thuisstudio aan het nummer te werken. Het nummer, dat de dancepop van Marshmello en de countrymuziek van Brown met elkaar combineert, werd een bescheiden hit in Amerika en bereikte daar de 15e positie in de Billboard Hot 100. Ook in het Nederlandse taalgebied werd de plaat een hit. In Nederland werd het een grote radiohit en bereikte het de 4e positie in de Nederlandse Top 40, terwijl in de Vlaamse Ultratop 50 de 13e positie werd gehaald.

## Tracklijst
Muziekdownload
1. "Miles on It" - 2:50